# Divieto d'amore
Divieto d'amore (Happy Anniversary) è un film del 1959 diretto da David Miller.